# Daria Pishchalnikova
Daria Pishchálnikova (Rusia, 19 de julio de 1985) es una atleta rusa especializada en la prueba de lanzamiento de disco, en la que ha logrado ser campeona europea en 2006.

## Carrera deportiva
En el Campeonato Europeo de Atletismo de 2006 ganó la medalla de oro en el lanzamiento de disco, llegando hasta los 65.55 metros, superando a la alemana Franka Dietzsch (plata con 64.35 m) y a la rumana Nicoleta Grasu (bronce con 63.58 m).